# Frinón
Frinón de Atenas (en griego: Φρύνων ο Αθηναίος; Atenas; antes del 657 a. C. – Sigeo ; C. 606 a. C.) fue un general de la antigua Atenas y ganador de los Juegos Olímpicos de la antigüedad.

## Biografía
Frinón nació en Atenas antes del 657 a. C. En el 636 a. C., ganó el estadio o pentatlón en los Juegos Olímpicos (36.ª Olimpiada). Más tarde fue nombrado general de Atenas. 
En el período que transcurre entre el 608-606 a. C., Atenas llevó a cabo una guerra contra Mitilene por el control del Sigeo. Frinón era el general de los atenienses. Para poner fin rápidamente al conflicto, Frinón aceptó la invitación a duelo a muerte que le hizo el general mitileneo Pítaco (uno de los Siete Sabios de Grecia). Frinón fue derrotado en el duelo porque Pítaco tenía una red oculta debajo de su escudo y con ella le atrapó y le mató. Pítaco ganó así la guerra por su ciudad. El aristócrata y poeta Alceo de Mitilene escribió varios poemas sobre este conflicto. 
Los soldados atenienses recibieron el cadáver de su general y, retirándose de Mitilene, lo llevaron de regreso a Atenas, donde Frinón fue enterrado con honores.
Heródoto menciona la lucha entre Atenas y Mitilene en el contexto de Pisístrato y no se limita a la época de Pisístrato, sino que retrocede a una etapa anterior donde dice que fue una lucha prolongada. Theodore Wade-Gery señala a Frinón como fundador de las colonias en Sigeo y Eleo —en lugar de Aquileo por tradición— y acepta la corrección que produce el nombre de Frinón en Ps. Skymnos 707f.